# Štefan Uher
Pour les articles homonymes, voir Uher.
Štefan Uher, né le 4 juin 1930 et mort le 29 mars 1993 , est un réalisateur tchécoslovaque, un des fondateurs de la Nouvelle Vague tchécoslovaque.

## Filmographie
- 1961 : My z deviatej A
- 1963 : Le Soleil dans le filet (Slnko v sieti)
- 1965 : L'Orgue (Organ)
- 1967 : La Vierge miraculeuse (sk) (Panna zázračnica)
- 1968 : Trois Filles (sk) (Tri dcéry)
- 1969 : Les Diables ou Le Génie (Génius)
- 1971 : Si j'avais un fusil (sk) (Keby som mal pušku)
- 1973 : L'Érable et Juliana (Javor a Juliana)
- 1973 : La Vallée (Dolina)
- 1974 : Studené podnebie, téléfilm
- 1975 : Grande Nuit et Grand Jour (Veľká noc a veľký deň)
- 1977 : Si j'avais une petite amie (Keby som mal dievča)
- 1978 : Pénélope (sk) (Penelopa)
- 1979 : Les Années dorées (Zlaté asy)
- 1979 : Les Copines (Kamarátky)
- 1980 : Mes chevaux moreaux (Moje kone vrané), mini-série
- 1982 : Fauchage au pré de Jastrabá (Kosenie Jastrabej lúky)
- 1982 : Elle faisait paître des chevaux sur le béton (Pásla kone na betóne)
- 1986 : Le Sixième Mouvement (sk) (Šiesta veta)
- 1989 : Le Gérant du Musée en plein air (Správca skanzenu)

Titres français tirés de Luboš Bartošek, Le Cinéma tchèque et slovaque, 1996, Centre Georges-Pompidou, p. 217.